# Hij
Khíos ili Hij, Hios (grčki: Χίος), je peti po veličini grčki otok sa svojih 842 km² u Egejskom moru udaljen samo 7 km od Male Azije. Glavni grad otoka je Hios zvan i Chora (grad) ili Kastro (Utvrda), on je i sjedište prefekture Hij. Otok upravno pripada periferiji Sjeverni Egej.
Khíos je tijekom antike bio znan i kao Ofiusa (mjesto zmija) i Pitiusa (mjesto pinija), za srednjeg vijeka bio je znan po svom đenoveškom imenu - Scio ili talijanskom Chio, a za osmanlija po turskom imenu Sakız (صاقيز ).
Otok je poznat po svojim brodarima, mastici i pitoresknim srednjovjekovnim selima. Na otoku se nalazi poznati manastir iz 11. st Nea Moni, koji je uvršten na UNESCO-ovu listu Svjetske baštine 1990.

## Zemljopisne odlike
Khíos ima oblik polumjeseca, dug je oko 50 km, a maksimalna širina mu iznosi 28 km, ukupna dužina njegove obale je 213 km.
Khíos je goroviti otok, najviši vrhovi su Pelineo (1297 m.) i Epos (1. 188 m.) na sjeveru otoka. Po sredini otoka proteže se masiv Provatas.
Istočne obale su niske i plodne, i na toj strani smješteno je najviše otočnih naselja. Zapadne obale otoka su stjenovite i strme.
Klima na Khíosu je tipična sredozemna s vrućim i sušnim dugim ljetima te blagim i kišovitim zimama. Prosječna ljetna temperatura je 27 °C, a zimska 11 °C, iako nije rijetkost da ljeti zna biti i 40 °C, a i zime znaju biti znatno hladnije. Prosječna količina vlage u zraku je zimi oko 75%, a ljeti je oko 60%.

## Povijest

### Khíos za prapovijesti
Otok Khíos je ljudsko stanište već pet tisuljeća. Arheološke iskopine u pećinama Agios Galas datirane su u 3. tisućljeće pr. Kr. Pored grada Emporio postoje neolitska arheološka nalazišta iz vremena 2.600. – 2.000 pr. Kr. Iskapanja na tom lokalitetu provodila je između 1952. – 1955. Britanska arheološka škola iz Atene. 
Prvi poznati stanovnici otoka bili su Lelegesi, - izgleda da su bili podložni Minojcima s Krete. Njih su potisnuli Jonjani iz Male Azije. Oko 700. pr. Kr. Khíos je bio jedna od 12 izvornih država koji su tvorile Jonski savez. U to doba Khíos je kovao vlastite kovanice i bio jedno od važnijih kulturnih i trgovačkih središta.

### Khíos za antike
Taj period blagostanja naglo je okončan - perzijskom invazijom, Perzijanci su osvojili otok 512. pr. Kr. Nakon što su Perzijanci pobjeđeni u Bitci kod Salamine i Bitci kod Plateje, otočani su protjerali perzijske vladare s Khíosa. Khíos je u vrijeme Delskog saveza doživio svoje drugo zlatno doba. No i ono nije dugo trajalo, - samo do Peloponeskih ratova, tad se otok odvajio od Atene i pridružio Sparti. Od tada je nastupilo vrijeme nestabilnosti, Khíos je sklapao brojne saveze malo s Atenom, malo s Aleksandrom Makedonskim i Rimljanima.

### Srednji vijek
Nakon trajne podjele Rimskog Carstva - 395. godine na Zapadno i Istočno Khíos je punih 6 stoljeća bio pod vlašću Bizanta. Kratkotrajno je pao pod vlast Osmanskog Carstva (1090. – 1097.) kad ga je zauzeo Çaka beg, turski emir iz obližnje Smirne za vrijeme prve turske ekspanzije na Egejske otoke. Ovu prvu tursku invaziju odbacili su križari za Prvog križarskog rata, a otok je vraćen pod bizantsku upravu. Uslijedilo je stoljeće mira i prosperiteta koje je trajalo do pada Konstantinopolisa za vrijeme Četvrtog križarskog rata (1204.). Tad je Bizant srušen od Latinskog Carstva, a otok Khíos pripao je Mletačkoj Republici. No nakon pada Latinskog Carstva 1225., Khíos je vraćen pod Bizantsku upravu.

### Khíos pod đenovežanima (1261. – 1566.)
Nakon potpisivanja Mira iz Nimfeuma 1261. Khíos je postao posjed Republike Genove Zapravo posjed đenovežanina Benedetta Zaccaria koji je utemeljio svoju otočku kneževinu. No njegova sina Martina Zaccaria su otočani koji su ostali vjerni Bizantu istjerali 1329.
No otočka neovisnost nije trajala dugo đenoveška flota pod zapovjedništvom Simonea Vignosa opsjela je Khíos 1346., nakon pregovora u kojima su đenovežani obećali da neće dirati u zatečana zemljoposjednička prava predala se utvrda u gradu Hiosu. Nakon tog su đenovežani vladali Khíos gotovo dva stoljeća - ne pačajući se puno u vjerske tradicije otočana. Početkom 16. st. poput ostalih susjednih egejskih otoka i Khíos je počeo plaćati danak sultanu, - u zamjenu za slobodu. No kad je sultan ocijenio da bi Khíos potencijalno mogao biti odskočna daska za zauzeće Istanbula, njegove trupe zauzele su otok 1566. godine.

### Khíos za otomanske vlasti
Khíos je za Otomanskog Carstva zadržao velik dio starih sloboda. Lokalna uprava i porezi su ostali u rukama Grka, a jedini znak turske prisutnosti bio je manji garnizon i nešto stanovnika koji su se naselili u Kastru (Hiosu) iz kojeg su se Grci morali maknuti.

### Khíos u novo doba
Za vrijeme Grčki rat za neovisnost (1821. – 1829.) otočani baš nisu pohrlili u borbu, bojeći se gubitka svoje stečene slobode i relativnoga blagostanje koje su uživali. Zbog toga se na Khíos u ožujku 1822., iskrcalo nekoliko stotina naoružanih ustanika sa susjednog otoka Samosa. Tad su im se i otočani pridružili, na to su Turci poslali na otok značajne snage koje su praktički gotovo
istrijebile stanovništvo. Pobili su ili odveli u zarobljeništvo oko 100 000 stanovnika od tadašnjih 120 000.
Taj događaj nazvan Pokolj na Khíosu uzbudio je cijelu tadašnju Europu, osobito nakon glasnih prosvjeda Lorda Byrona, Victora Hugoa i istoimene slike Eugèna Delacroixa.
Otok Khíos pogodila je velika nesreća 1881. kad je otok pogodio jaki potres, koji je u smrt odveo oko 5500 do 10000 ljudi.

Khíos je postao sastavni dio Grčkoga Kraljevstva nakon Prvoga balkanskoga rata (1912.), no broj stanovnika mu se značajno povećao tek nakon razmjene stanovništva nakon Grčko turskog rata 1919.–1922., kad se na otok doselilo brojno izbjeglo stanovništvo iz Male Azije.
Tijekom Drugoga svjetskoga rata otok je su okupirale njemačke trupa od 1941. do 1944.

## Stanovništvo
Prema popisu stanovništva iz 2001. - Hios (unutar prefekture su i manji obližnji otoci; Oinouses i Psara) imala je 51,936 stalnih stanovnika, od toga čak 97% živi na najvećem otoku Khíos.
Dobar dio otočana se iselio u veće grčke gradove, a i po svijetu, tako danas postoje zajednice otočana u Londonu, New Yorku, Montrealu i Australiji.

### Veća otočna naselja
| Ime Hrvatski | Ime Grčki  | Stanovnika(2001) | Općina       | Površina km² |
| ------------ | ---------- | ---------------- | ------------ | ------------ |
| Hios         | Χίος       | 23.779           | Hios         | 22,82        |
| Thimiana     | Θυμιανά    | 1.491            | Agios Minas  | 7,67         |
| Kalimasia    | Καλλιμασιά | 930              | Ionia        | 7,27         |
| Nenita       | Νένητα     | 1.038            | Ionia        | 9,47         |
| Marmaro      | Μάρμαρο    | 1.045            | Kardamila    | 74,79        |
| Pirgi        | Πυργί      | 1.044            | Mastikokoria | 59,55        |
| Vrontados    | Βροντάδος  | 4.554            | Omiroupoli   | 40,86        |
| Langada      | Λαγκάδα    | 916              | Omiroupoli   | 11,71        |

## Gospodarstvo
Glavna gospodarska grana Khíos je poljoprivreda, otok ima dosta vode (za razliku od većine ostalih Egejskih otoka). Na Khíos je dobro razvijeno; maslinarstvo, vinogradarstvo i voćarstvo, uzgoj višanja i mandarina.
No Khíos je prije svega poznat po proizvodnji mastike, posebno u južnom dijelu otoka, u kraju koji se i zove - Mastikokoria. Taj dio otoka, pun je gajeva zimzelenih stabala mastike (kraj oko sela Pirgi, Mestá i Olimpia). Berba mastike traje od kolovoza do kraja listopada. Tad se skuplja smola, koja se dobiva zarezivanjem mastikinih debala, ona se koristi kao začin pri proizvodnji poznate rakije Ouzo, ali i kod žvakaćih guma i nekih slatkiša.
Značajni dio stanovnika Khíos bavi se brodarstvom, a posljednjih desetljeća 20. st. naglo se razvio i turizam.

## Legende vezane uz otok Khíos
Po lokalnoj legendi je u Vrontadosu (predgrađu grada Hiosa) je navodno rođen pjesnik Homer, no cijelu priču treba uzeti s rezervom jer i mnoga druga grčka naselja imaju slične priče.

### Poznati stanovnici
- Hipokrat s Khíosa (470. pr. Kr. - 410. pr. Kr.), matematičar, geometar i astronom
- Theopompus (378. pr. Kr. - oko 320. pr. Kr.), povjesničar[9]
- Andreas Papandreou (1919. – 1996.) političar i predsjednik vlade
- Mikis Theodorakis (1925.-2021.), skladatelj

## Gradovi prijatelji
- Genova, Italija (1985.)[10]

## Vanjske poveznice
- Službene stranice Prefekture Hij (grč.)
- Otok Khíos: Opće informacije; povijest, plaže, naselja, znamenite osobe i objekti (njem.)
- Zemljovid otoka.
- Portal otoka Khíosa (grč.)